# Павленко Тарас Васильович
Тара́с Васи́льович Павле́нко — солдат Збройних сил України, учасник російсько-української війни.

## З життєпису
У часі війни брав участь у обороні Донецького аеропорту. 16 січня 2015-го поранений осколком гранати Ф1 — прикривав товариш Олег Беженар.

## Нагороди
За особисту мужність і високий професіоналізм, виявлені у захисті державного суверенітету та територіальної цілісності України, вірність військовій присязі, відзначений — нагороджений:
- орденом «За мужність» III ступеня (31.7.2015)